# United Sports Club
Lo United Sport Club è una società calcistica indiana con sede nella città di Calcutta, militante nella I-League.

## Storia

### 1927-2009
Lo United S.C è stato istituito nel 1927 con il nome Eveready Association. Nel 2006, è stato rinominato come United Sports Club per attrarre lo sponsor e la divisione di calcio di proprietà della United Sport Football Team Private Ltd.. Nel 2007, con l'afflusso di sponsorizzazioni, il club ha conquistato la promozione nella massima divisione della I-League.

### 2010-oggi
Per la stagione 2010-2011 lo United S.C gioca nel Salt Lake Stadium di Calcutta . Nel giorno finale del mercato fanno scalpore, portando a firmare l'attaccante Sunil Chhetri con un contratto fino a fine stagione. Nel giugno 2011 dopo la stagione di I-League, Chirag decideo di tagliare i legami con la squadra e quindi divenne Prayag United Sports Club. Anche se la squadra ha perso molto in termini di denaro di sponsorizzazione del club è ancora in grado di firmare e mantenere i loro giocatori attuali. Il 3 agosto 2011 è stato annunciato che il Prayag United S.C aveva firmato un accordo di sponsorizzazione con Prayag Group e il 7 agosto 2011 ha ufficialmente cambiato il loro nome.
L'associazione venne però cancellata nell'estate del 2013, quando l'azienda si trovò coinvolta nella truffa denominata chit-fund. Il nome cambio di nuovo divenendo Sports Club.

### 2014-2015: Scartato dalla I-League
Il 22 Maggio 2014 la All India Football Federation ha annunciato ufficialmente che la squadra del United S.C è stato eliminato dalla lista di squadre che parteciperanno alla stagione 2014-15 in quanto non ha i criteri di autorizzazione per parteciparvi

## Colori e simboli

### Colori
I colori della squadra sono il viola, bianco e giallo.

### Simboli ufficiali

#### Stemma
Lo stemma del club è stato progettato nella forma di un cerchio blu e bianco. Il logo comprende le parole United Sports Club nella striscia blu del cerchio. Questo per dimostrare che United Sports Club è il nome principale del club. All'interno della cerchio bianco c'è disegnato un pavone sopra un pallone di calcio .

## Strutture

### Stadio
Attualmente gioca nello Kalyani Stadium a Kalyani e ha una capienza di 10.000 posti. Anche se inizialmente i funzionari avrebbero detto che sarebbero passati a giocare nel Kanchenjunga Stadium a Siliguri, poi hanno deciso invece che rimarranno nello stadio attuale per la stagione 2013-14 e di rimanerci anche per i prossimi campionati.

## Società

### Sponsor
Di seguito la cronologia di fornitori tecnici e sponsor dell'Atletico de Kolkata.
| Sponsor Tecnici | Sponsor Ufficiali |

## Allenatori e presidenti
| Allenatori - 2012-2014 Eelco Schattorie - 2014 Ananta Kumar Ghosh - 2015-2016 Bino George - 2025-attuale Lalkamal Bhowmick | Presidenti |

## Palmarès

### Competizioni nazionali
- I-League 2nd Division: 1

2008
- Durand Cup: 1

2010
- IFA Shield: 1

2013

### Altri piazzamenti
- Coppa della Federazione indiana:

Finalista: 2011

## Organico

### Rosa 2014-2015
Aggiornato al 24 ottobre 2014
| N. |                    | Ruolo | Calciatore         |
| -- | ------------------ | ----- | ------------------ |
|    | India (bandiera)   | P     | Ranajit Majumdar   |
|    | India (bandiera)   | P     | Biten Oraon        |
|    | Nigeria (bandiera) | D     | Eze Kingsley       |
|    | India (bandiera)   | D     | Barun Oraon        |
|    | India (bandiera)   | D     | Manotosh Chakladar |
|    | India (bandiera)   | D     | Sujay Oraon        |
|    | India (bandiera)   | D     | Santu Singh        |
|    | India (bandiera)   | D     | Provat Lakra       |
|    | India (bandiera)   | D     | Dinesh Bhagat      |

| N. |                    | Ruolo | Calciatore                |
| -- | ------------------ | ----- | ------------------------- |
|    | India (bandiera)   | C     | Babun Das                 |
|    | India (bandiera)   | C     | Sumit Oraon               |
|    | India (bandiera)   | C     | Jagannath Oraon           |
|    | India (bandiera)   | C     | Laxmi Mandi               |
|    | India (bandiera)   | C     | Azaruddin Mullick         |
|    | India (bandiera)   | C     | Shankar Oraon             |
|    | India (bandiera)   | C     | Rajon Burman              |
|    | India (bandiera)   | A     | Soumik Chakraborty        |
|    | India (bandiera)   | A     | Ranjan Mistry             |
|    | Nigeria (bandiera) | A     | Onyeama Francis Okechukwu |

### Staff tecnico
- Ananta Kumar Ghosh - Allenatore
- ? - Vice allenatore
- ? - Preparatore atletico
- ? - Allenatore dei portieri
- ? - Team manager